# Тистед (коммуна)
Тистед (дат. Thisted Kommune) — датская коммуна в составе области Северная Ютландия. Площадь — 1101,65 км², что составляет 2,56 % от площади Дании без Гренландии и Фарерских островов. Численность населения на 1 января 2008 года — 45549 чел. (мужчины — 22973, женщины — 22576; иностранные граждане — 1616).

## История
Коммуна была образована в 2007 году из следующих коммун:
- Ханстхольм (Hanstholm)
- Тистед (Thisted)
- Сюттхю[дат.] (Sydthy)

## Изображения

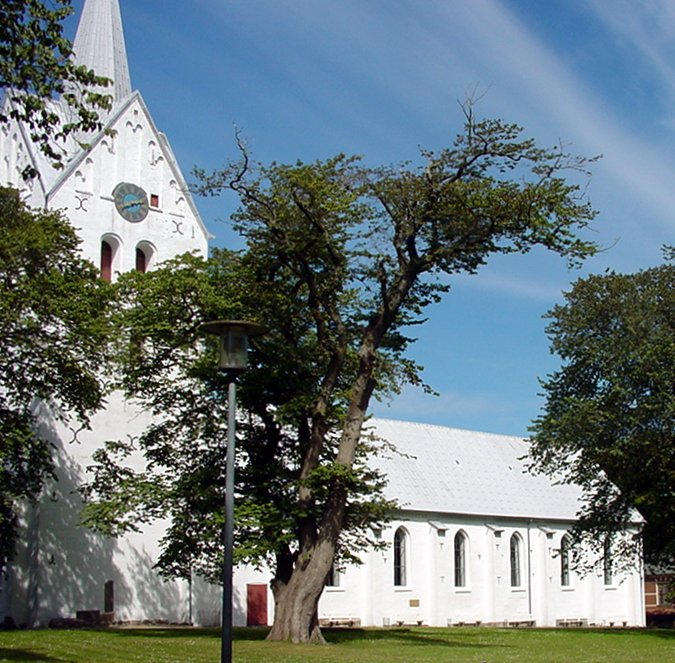
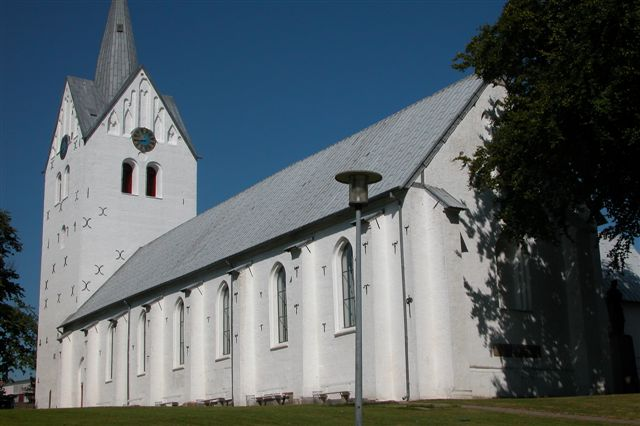
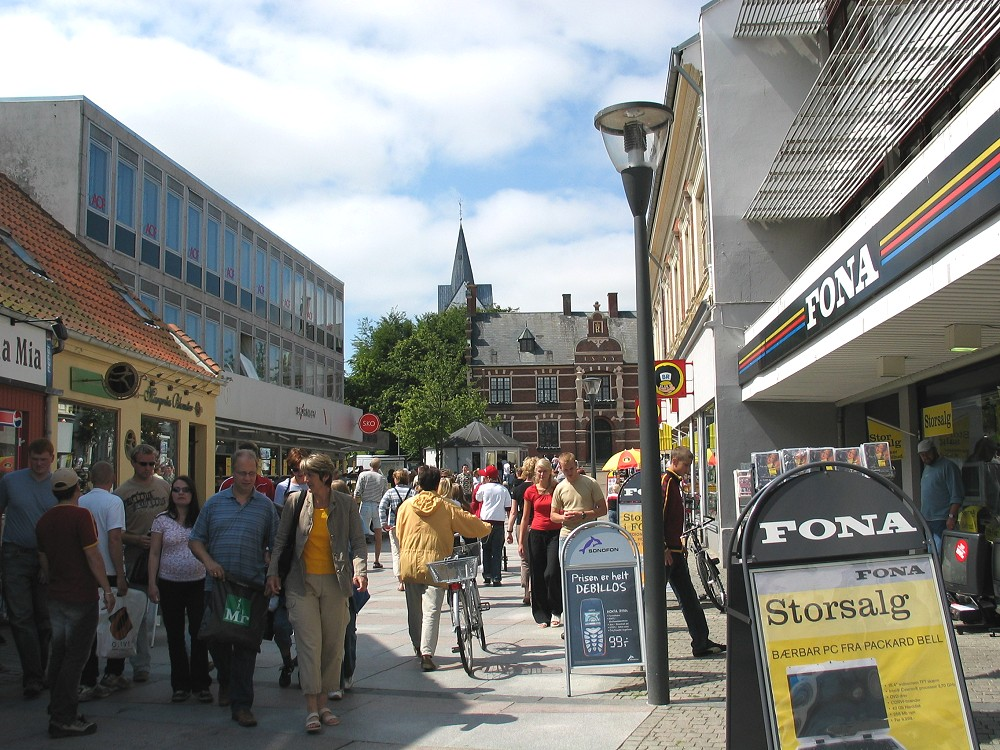

## Железнодорожные станции
- Бедстед Тю (Bedsted Thy)
- Хёрдум (Hørdum)
- Хуруп Тю (Hurup Thy)
- Шёрринг (Sjørring)
- Снедстед (Snedsted)
- Тистед (Thisted)
- Идбю (Ydby)

## Города-побратимы
- Швеция: Уддевалла